# 悪魔狩り
『悪魔狩り』（あくまがり）シリーズは戸土野正内郎（とどの せいうちろう）のファンタジー漫画作品である。『悪魔狩り』がエニックス（現スクウェア・エニックス）の「月刊少年ガンガン」に、『悪魔狩り 〜冠翼の聖天使篇〜』（- かんよくのせいてんしへん）が同社「月刊ガンガンWING」に『悪魔狩り 〜寂滅の聖頌歌篇〜』（- じゃくめつのせいしょうかへん）がマッグガーデンの「月刊コミックブレイド」に連載された。

## あらすじ
最年少で医学士の最高位・金の学士号を取った天才医師マーガレット・ガルシア（通称マギー）は、幼い頃育った街レイテルに向かう途中、ある奇妙な男に出会う。全身に傷跡を持ち自らを狩人だというその男、ミカエル・ラージネス。ミカエルの傷を治療し、ミカエルの向かう先が同じレイテルである事を知ったマギーはミカエルを用心棒として雇う。
しかし、レイテルに着いた途端、マギーは主教暗殺の容疑で逮捕されてしまった。13年前にレイテルで起きた宗教派閥の争に敗れて死んだ神父が、闇の眷属として蘇り復讐を始めていたのだ。闇を狩る事を生業とする「悪魔狩り」として神父に挑むミカエル。神父を打ち倒すものの、瀕死の重傷を負ったミカエルをマギーは救う。マギーと別れ、レイテルを後にするミカエル。
そしてその一年後、彼らの運命は大きく動き出す事になる……

## キャラクター

### 主要人物
ミカエル・ラージネス
本編の主人公であり、悪魔狩りの13代目。
流れるような金髪と紅い目、頬に大きな傷を持つ容貌で、強力な魔法のかけてある黒い鎧を纏う青年。初期は刀身を外すと鞭にもなる両手剣を武器にしていたが、「冠翼の聖天使編」でガブリエルの足取りを見つけると、ジャイアントヒルに戻り、悪魔狩り専用のブルードコーストの鉄で出来た身の丈以上の巨大な魔剣を手に取る。後にブルードコーストに出向いたとき、ミカエルの体に合わせ鍛え直され小型化・改良される。同時にティアマトの技と共にガルムの双短剣も所持するようになる。
13年前、歴史の裏で起こった黄金の民と教会の戦争の際、その戦いに参加した12代悪魔狩り・サルトルに拾われる。そのとき共に逃げていた母親を殺してしまい、塞ぎこんでしまうがリリスによって救われた。以降サルトルの下ジャイアントヒルで剣の修行を積みながらリリス、ガブリエルらと共に過ごしていた。しかしガブリエルがリリスを悪魔に造り変え、自身でリリスを殺してしまった。その後ガブリエルを殺す復讐の旅を始め、各地の悪魔を狩猟し彼の所在をさぐる。
冷酷で口が悪いが、根は優しく思いやりのある性格をしている。
レイテルの街に闇の気配を感じ、それを追う途中でマギーと出会い、行動を共にする。そして瀕死の傷を負うも彼女に命を救われ、1年後に再会を果した。それ以降、自分を戦いの場から遠ざけようとするマギーとぶつかり合いながらも彼女と心を通わせてゆくことになっていく。
「神如き者（ミカエル）」の名を冠する最強の聖天使であり、4人の聖天使を創造したルシファーのクローンでもある。その事から様々な勢力に命を狙われ、幾多の苦難や敗北を積み重ねながらもガブリエルを追う。
最終決戦において、攫われたマギーを助けようとするがラファエルに殺されかける。その後リリスの導きにより、「鍵」を使わず覚醒し最強の聖天使となる。覚醒後、ラファエルと決着をつけガブリエルを討つ事に成功する。それ以降はずっと憧れていた「敵を作らない生き方」をマギーと共に歩む。
「悪魔狩り」から400年後の物語を描いたイノセントブレード・アンヴェイルの単行本において、キーパーズギルドの長となり、外交官として生きたことが明らかになる。マギーは41で早逝してしまったが、彼女との間に2児を儲けた。彼自身は120歳以上生きて大陸の安定に尽力し、その後、権力基盤をそっくりルッカに譲って静かに生涯を閉じた。
マーガレット・ガルシア
本編のヒロイン。愛称はマギー。西方大陸で最高の医療機関・エバプール医学会において、最年少で最高の称号である金の学士号をとった天才外科医。ミカエルの「鍵」である。
医者としての腕は確かであるものの、心優しく情に厚い性格ゆえに甘い部分があり医師としての自分と本来の自分のギャップに苦しんでいた。そんな折、ひょんなことからミカエルと出会う。その後育ての親であるガルシア神父が悪魔に転生し、自身を生贄にされかかったところをミカエルに救われた。親の仇とも言えるミカエルを医者として救い、彼に惹かれていく。そして彼の足跡を辿り1年後に再会を果した。その後はミカエルの心の支えとなり、どこまでもミカエルと共にゆくことを決意する。
実はミカエルとは、医者の修行をしていた時、初めての患者として出会っていた。彼女自身はミカエルは忘れていたと思っていたが、彼もまた憶えていた。
最終決戦においてガブリエルに捕らわれ、ラファエルに剣で貫かれるものの、ミカエルの手によって一命を取り留めた。
本編終了後は、ミカエルとの間に2児を儲けるものの、大陸で大流行した伝染病の治療の際に自分自身も感染し、41歳で死去している。
なお彼女の名は、彼女の息子の家系に代々受け継がれることになる。「イノセンス・ブレード・アンヴェイル」では「外見はマギー。中身はミカエル」なマギー9世と、その娘の10世がチョイ役として登場した。その姿は息子と結婚したウリエルとそっくりな容姿をしている。
ルッカ
ハーフエルフの少年。コソ泥として生計を立てており、ある貴族の屋敷に忍び込んだ時、悪魔となった貴族を討ちに来たミカエルと出会い、行きずりに旅に同行する。ミカエルとの関係に悩むマギーのフォローなど2人の緩衝材となった。
かなりな性格をしており、ミカエルを「ミッキーちゃん」や「ゴキブリ野郎」と呼び、喧嘩を吹っかけては返り討ちにあっている。何度やられても懲りずに立ち向かうのはある意味賞賛に値すると言えるかもしれない。
その正体はエルフ同盟の大使ジークの甥であり、本名を「アーク」と言うのだが、本人は古物商の祖父につけてもらったルッカという名しか知らない。また、常にサングラスをしているのはルッカの目に殆ど視力が無いからである（後述）。ただ、エルフの血を引く彼は通常とは違う感覚能力を持つ為、日常生活をする上では殆ど問題ない（ただ、視力が無いと言うのは少々矛盾する描写も見られる事がある）。
ミカエルの旅を最後まで見届け、本編終了後は長い年月をかけて西方大陸随一の権力者にまでのし上がった。
「イノセント・ブレード・アンヴェイル」にも壮健すぎるまでに壮健な爺さんとして孫娘と共に登場し、その際は「アーク＝ド＝ルッカ＝ヴァレフォール」と名乗っている。立場上刺客に狙われることが多く、防御魔法に長けた『アブジュラー』と呼ばれる魔法使いとなった。

### 4人の「冠翼の聖天使」
ミカエル
ミカエル･ラージネスの項目を参照。
ガブリエル
4人の聖天使の内の1人。美しい金髪と同じ金の目を持つ常に微笑を絶やさない美青年。ミカエルの幼なじみにして仇。武器はルシファーの所持していた魔法陣が刀身となる剣。
黄金の民と教会の戦争において、魔術師ケセフに引き取られた彼は数年間、ミカエルと共にジャイアントヒルにて過ごす。そして、ある日ジャイアントヒルに住んでいた人々を次々と悪魔や異形の怪物に造り変え、ミカエルに差し向ける。その中にはミカエルが慕っていた少女リリスも含まれていた。
その思想や存在は残虐性に富んだ悪魔をして「恐ろしい」と思わせるほどに異質な存在。悪魔達からは「待たれた人（マフディー）」と呼ばれている。
出産前に母マリアが死亡した為、帝王切開によって生まれた。またガブリエルにとっての「鍵」が母であった為、ガブリエルは生まれてすぐに聖天使として覚醒する事になる。
ガブリエルにはあらゆる事象や因果を見通し理解する力があった為、彼にはわからない事や未来が無かった。そうした事から世界そのものを「つまらない」と感じていてその世界を滅ぼすことを生まれながらに考える。しかし、初めてミカエルと出会った時、ミカエルのある瞬間から先の未来が見えず、それを知る為の行動を開始する。
その思想や能力を危険視したさまざまな勢力に命を狙われながらもそれらを嘲る様に回避し、重力を操り、「不滅の月」を召喚して世界中を魔力で満たし、様々な災厄を引き起こす。数々の有名な悪魔達を蘇らせ、彼らを従えて世界を滅ぼそうと暗躍した。ブルードコーストに攻め込んだときに、ウリエルとの決闘によって余命数ヶ月の呪いを受けるものの、ガブリエルにとっては自分の命すらどうでもいい事だった。
ブルードコースト攻略後、ルシファーを空中要塞「天使の輪」に組み込み、ジャイアントヒルに攻め入る。エイラにルシファーを復活させ月を地上に落そうとするが、聖天使として覚醒したミカエルに討たれた。その時、ガブリエルはずっと追い求めていた最後の疑問の答えに満足しながら、ミカエルに斬られている。
ウリエル
4人の聖天使の内の1人。黄金の民と教会の戦争で、教会側に引き取られた銀の髪を持つ少女。斧状の尖端を持つ杖を武器とする魔導士。
13年前の戦の後、姉のアニエルを人質にとられる形で教会に所属していた。聖天使では最弱と言われているがその容姿と秘めた力から「黙示録」の時に現れる救世主「銀の乙女」では無いかと目された。しかし修道士コカベルの暴走により、姉を失う。ウリエルは聖天使として覚醒するものの、この事件で教会に見切りをつけたラハブに連れられ教会を去る事になる。以後聖天使としての力を封印し、ラハブの元で修行を積みながら過ごしていたが、ガブリエルを止める戦いの中でミカエルやマギーに出会う。
身の内に存在する強大な魔力の影響から、感情が乏しくなっていたウリエルだったが、マギーの中に姉の面影を見出し慕うようになる。
やがてその想いから、ガブリエルと対決する事を決意し、封印を解きガブリエルを抹殺できる呪い「六大六芒星魔術式」を編み込んだガルムの短剣を仕込みガブリエルに挑む。死闘の末、ガブリエルに呪いを突き立てる事には成功するものの、あと一歩の所で力及ばずに敗北。ガブリエルに自身の魔力を吸われるが、最後の力を振り絞りマギーの下に転移。彼女の腕の中で息を引き取る。
本編終了後、ラハブが蘇生の秘術を施し、25年の歳月をかけて蘇生。その場に立ち会ったミカエルとマギーの息子との間にマーガレット2世を儲けた事が『イノセントブレード・アンヴェイル』の巻末に記載されている。
なお蘇生に際して魔力の大半を失ったが、その後の逝去に関しては言及されておらず、彼女の娘である「マギー2世」が400年後もいまだ健在である。という作者のメモ書きを参照する限り、彼女自身も400年を越えて「アンヴェイル」の時代まで生存している可能性が残されていたりする。
上記のエピソードが描かれた彼女が主人公となる「ウリエル外伝」がコミックブレイドBROWNIE掲載されたが、本誌が休刊しその後の連載は不明。
なお作者によると「一番ファンがついてくれたキャラ」とのこと。
ラファエル・ハウラー
4人の聖天使の内の1人。ウリエルと同じく教会に引き取られた青年。彼の武器は父の昔の剣をラハブが改良した2つの柄を合体させてツインサーベルにもなる双剣(後にただの双剣となる)。
教会の保持する騎士団「退魔竜騎兵団」の団長エリゴスの息子として育つが、実父は黄金の民随一の剣豪と詠われた七導士の一人サウロン。エリゴスとサウロンの戦いの場に居合わせており、父が殺されたショックと教会にかけられた術によりその時の記憶を失う。以降、ハウラー家の長男であるという事に何の疑問も抱かずに育った。
陽気で軽い性格で女好き、実力を過信するあまり命令違反を行う事も度々あり、父を悩ませる事が多々ある。家柄からの地位や剣士としての才覚、家族環境など「全て」に恵まれたため、何かを渇望すると言う事が無かった。しかし竜騎兵の悪魔討伐時にミカエルと偶然居合わせた彼と勝負するも、無惨な敗北を喫す。その後マギーと出逢い彼女に一目惚れするもその気持ちがミカエルにあることに気付く。以上の事からミカエルを超える事を目標とする。
その力はミカエルも認めていて、「2年で追い抜かれる」と評していた。教会の勅命で各地を探る密偵としてミカエルとナベリウスで接触・共闘した。
ガブリエル討伐を急ぎ、彼を連れ戻そうとする教会（例によってコカベル修道長）の手により家族を皆殺しにされる。そこで「鍵」である妹・ルリアを失った事から聖天使として覚醒。その力で仇である竜騎兵やコカベルを虐殺した。その後ほとんど抜け殻のような状態でガブリエルの恐ろしさを目の当たりにし、彼に降った。
聖天使として覚醒した彼にとって、覚醒していないミカエルなど敵ではなかった。求めていたマギーの心も手に入らないと知った彼は2人を斬ってしまう。その後、聖天使として覚醒したミカエルとの一騎討ちに敗れ、その最後の戦いだけ満たされて果てた。
なおその際の戦闘シーンは本編最大の派手さで、剣風の余波でドラゴンを叩き落す、要塞「天使の輪」を叩き斬ると大暴れした。

### 聖天使達を育てた人物達
サルトル・ラージネス
ミカエルの師で、12代目悪魔狩り。既に現役を引退し、ジャイアントヒルにて隠匿生活を送っているが、その実力は未だに一線級である。戦士として生き抜いた経験から、ミカエルに剣技だけではなく様々な教えを与え、ミカエルにとって大きな影響となっている。
こまかい事は気にせず、損得勘定抜きで動く豪放磊落を絵に描いたような豪傑。巨人族でもなく、本来は殺す筈だったミカエルを弟子に取ったのも、ミカエルに見込みがあったのと、ミカエルの母とちょっとした縁が在っただけの事らしい（本人曰く「惚れた弱み」らしい）。
巨人族にふさわしい体であるが、外見に似合わず面倒見が良く、料理も得意で、頭も良く戦略家としても優れている。
最終決戦において、かつての相棒であったケセフ、バルログと対決し、ラハブと共闘して、左腕を無くすもこれを打倒した。
決戦に生き延びた後は「悪魔狩り〈ジャイアントヒル〉」としてソードギルドの一員となったらしいが、真面目に勤め上げたかは定かではない。
実は隠し子を1児儲けており、『悪魔狩り』と『巨人の血』はその後も脈々と受け継がれている。もっとも本人曰く「娼館潰し」だったそうなので、方々に隠し子が居た可能性も無きにしも非ずではあったりする。
ガーベラ・ガルシア
マギーの養母である女性。故人。マギーを医者として育てた最大の功労者。エバプールで数々の新薬を発表し金の学士号を持った権威のある人物だった。闇医者としても活躍し、所持しているだけで断罪されるような禁書を持っていたという一面もある。サルトルも若い頃幾度も世話になり、どんな悪党でも彼女には敬意を払ったという。
ガルシア神父
レイテルの街で孤児院を営んでいた神父。
宗教の派閥争いに敗北した勢力の子供たちを匿い、子供たちを護る為に尽力したのだが、それも虚しく子供たちは皆殺しにされてしまう。その事から激しい憎悪に駆られ、殺された子供達を生贄に自ら闇の眷属「リッチー」へと転生した。
ミカエルとマギーが出会った事件でミカエルが戦った相手であり、マギーの幼い頃の恩師でもある。ミカエルに瀕死にされた後マギーの優しさに触れて、一時だが正気を取り戻す。その後彼女の事を想いながら、灰となっていった。
ラハブ
ウリエルの師である老僧侶。かつては退魔師として教会内で修道長という高い地位と実績を持っていた。魔法の能力、人望に厚く、多くのものから慕われ次期法王は確実と言われていた。
聖職者として多くの部下を犠牲にした黄金の民との戦いに疲れ果て、法王の座を辞退した。また利己的な理由でアニエルを殺した教会のやり方に完全に絶望し、ウリエルや自分自身に付き従う僧侶達を引き連れて教会を出奔した。またその際にコカベル大司教（当時）を打ちのめし、後の決定的な禍根を作っている。
その後、悪魔達や教会の闘争によって出来た犠牲者達を束ね隠れ里を作り、過ごしていたがガブリエルを止める為に行動を開始する。裏社会のさまざまな存在に通じていた彼は、それらを駆使してガブリエルと戦う準備を進めていたが、数多くの妨害によりそれらの全てが失敗に終わっている。ついに、愛弟子であるウリエルをも失ったラハブは最後の手段としてかつて蹴った法王の座に就き、退魔竜騎兵団を動かす事を決意。48代目の法王となって最終決戦に挑んだ。その際サルトルと共闘しケセフやバルログと対決、これを打ち破る手助けをしている。
ラハブが法王になったのには、教会の戦力を動かす他にもウリエルを救うためでもあった。転生や蘇生の秘術は教会内でも極秘とされ、これを扱うには教会内部の承認だけでなく、カウンシルの承認も得なければならなかった為、それらを実現可能な地位に就いたのである。
本編終了後、わずか10年で病にかかりこの世を去っている。
アニエル
ウリエルの実姉。大変仲のよい姉妹だったのだが、ウリエルの力に目をつけた教会の手により殆ど人質のような立場にあった。コカベルの姦計により教会を脱走しようとした所、それを知ったウリエルが魔力を暴走させそれに巻き込まれて死亡する。ウリエルの「鍵」であり、彼女の死がウリエルの覚醒と心に暗い影を落す事になる。
マリア
ガブリエルの母親。14歳で生娘であるにもかかわらずガブリエルを身篭る。その正体は「黄金の民」の巫女である。
不可思議な魅力を持った少女で、神託に従いマラクスと共に旅をするが、やがて自らの中にいる子供の正体に気付き、恐怖するようになる。最後は、生まれてくる子供を恐れ、自分と子の死を嘆願しながら死んでいった。
ケセフ
ガブリエルの師であり、本編中はガブリエルの配下となっている魔術師。
とある事件において、偶然にもサルトルと戦う事になりそこから2人はコンビを組んで様々な大悪魔と戦った。
かつて黄金の民が創造した究極の兵器ヴァーチューズの再現に心血を注いでおり、その時の実験によって妻を失うものの、それでも尚ヴァーチューズを追い求める。
自分の研究のために引き取ったガブリエルに対しては、優れた弟子を得た程度の認識しか持たなかったのだが、ジャイアントヒルがガブリエルによって崩壊した事により彼の本性に気付く。たった一人の肉親であるリリスがガブリエルによって異形にされた事を知りつつも、ガブリエルに対する恐怖と、ガブリエルが与えるヴァーチューズの知識を求め、ガブリエルの配下となった。
最後の戦いで、ついにヴァーチューズを完成させ、圧倒的な力でジャイアントヒルを攻め込むものの最後はサルトルとの戦いに敗れて死亡した。
リリス
ケセフの娘である盲目の少女。ミカエルの幼馴染にて初恋の相手。
幼い頃の心身ともに弱かったミカエルを支え、そしてミカエル・ガブリエルと共に育っていたのだが、ガブリエルの手により異形の悪魔に作り変えられ、ミカエルによって殺されている。
ミカエルがガブリエルを追う目的となった少女であり、最後の戦いまでミカエルの心を励ました存在でもある。
エリゴス・ハウラー
教会の保持する騎士団「退魔竜騎兵団」の団長であり、ラファエルの養父。
13年前の戦争においては七道士の一人・サウロンを討ち取った騎士であり、「氷の騎士」の二つ名で恐れられた。しかし、エリゴスにとってサウロンとの戦いは決して誇れるものではなく、その贖罪としてラファエルを引き取る。それ以降、ラファエルに散々手を焼かされながらも暖かく、そして嘘偽りなく「家族」としてその成長を見守ってきた。
悪魔討伐時ミカエルと対峙し、ラファエルと共闘するが、一人で突っ込んだ彼を庇い右手を切り落とされ、騎士として引退する。
暴走を始め、ラファエルを兵器として扱う教会から離反した事により、ナベリウスで退魔竜騎兵団と対峙。ガブリエルらとの最終決戦を前にして教会の凶刃に倒れる。
ヘレナ・ハウラー
エリゴスの妻で、ラファエル、ルリアの母。
13年前の戦いの後、罪の意識を拭えないエリゴスにラファエルを引き取るように進言する。養子であるラファエルにも惜しみなく愛情を与え、よき母として彼を育てた。
教会を離反したエリゴスが彼に付き添うが、竜騎兵の奇襲を受け殺されてしまう。
ルリア・ハウラー
エリゴスの実の娘であり、ラファエルの義理の妹。
将来、裁判官を目指して法律学校への入学の為に頑張る少女。
ラファエルの事は、喧嘩しながらも仲の良い兄妹であり実の兄だと思っていたのだがある時、偶然に義理の兄である事を知ってしまう。それでも、ラファエルを兄と慕うのだが、家族と共に教会を離れた事により彼女も教会に惨殺される事に。
ラファエルの「鍵」であり、彼女の死がラファエルの覚醒と心の崩壊を招くことになってしまう。

### ブルードコースト陣営
ガルム
かつて黄金の民によって創設され、そして反逆した暗殺者集団「ティアマト」の族長。
数百年の時を生き抜き、黄金の民を倒す為に戦ってきたが、13年前の戦争においてルシファーが異形の怪物に成り果ててしまった為、それ以降はブルードコーストでルシファーを封印し続けてきた。
嘗ては炎の復讐者（フレイミングアベンジャー）と呼ばれ、その名に相応しい肉体を持っていたが、サルトルとの対決（後述）やルシファーを封じてきた影響か本編ではミイラのような姿をしている。
侵攻してきたガブリエルの軍勢に果敢に挑むものの、見る影も無く衰えたガルムでは彼らを止める事ができずにエイラによって命を落とした。
13年前の戦争で、ミカエルを殺そうとしてサルトルと戦ったという過去がある。
グラシア・ラボラス
ソードギルドの幹部であり、嘗てはガルムの元で剣を振っていた女暗殺者。ティアマトの一族では無いのだが、エイラに生贄にされそうになった所をガルムに救われてからティアマトに入る。
霜の復讐者（フロストリベンジャー）と呼ばれる多くの七道士をその手に掛けた実力者。黄金の民の抹殺を至上の目的としていて、13年前にミカエルを見逃したガルムと対立し袂を分かつ事に。
マルファスとハルファスと言う2人の息子がいる（作中で明言されている訳ではないが恐らく父親はガルム）。彼らに嫌悪されつつもグラシア自身は息子達を認めている辺り、ガルムに対して女性的な意地を張り通したとも言えるかもしれない。
最後にはカウンシルの軍勢をジャイアントヒルに率いて参戦する。自らも復讐の相手であるエイラと戦い、ガルムの剣で本懐を遂げた。
本編終了後も400年生きたが、その時代に現れた「5人の魔王」の暗殺に失敗し自害している。
ハルファス・マルファス
ガルム、グラシアの息子に当たる2人の剣士。ハルファスが兄で、マルファスが弟。
剣士であると共に、ブルードコーストで採れる「魔力を喰らう鉄」を鍛える術に長け、イェソドの助けを得てミカエルの「魔剣」を鍛え上げた。
戦士としても超一級で、最終決戦においては、エイラの手で黄泉返った一族の始祖「マルコキアス」をハルファスの犠牲の末に撃破している。
マルファスはその後も族長として400年を生き延びたが、とある暗殺者との戦いで討ち死にしたらしい。

### ジャイアントヒル陣営
ジーク
エルフ同盟の大使。サルトルとは旧知の仲で、ガブリエルを止める為にジャイアントヒルにやって来た。
生真面目な性格で、イェソドに無礼をするルッカやマギーを諌めた。かつてエルフの掟を護る為に、人間と共に逃亡した妹を見殺しにし、ルッカの視力を奪ってしまった過去がある。エルフとして弓にも優れ、最終決戦ではサルトルとケセフの決闘からヴァーチューズを退かせていた。
本編終了後は、ルッカをエルフの里に迎え様々な魔法を教えるものの400年後、「5人の魔王」との戦いに敗れ戦死する事に。
イェソド
ジャイアントヒル一帯を支配する巨大な銀のドラゴン。遥か昔、巨人たちに仕えた10匹のドラゴンの称号「十宝主」の一員であった。エルフ達からは「奥方様」と呼ばれミカエルやサルトルからは「バァさん」と呼ばれている。
ガブリエルを倒す為に必要な魔剣の創造に力を貸し、最終決戦においては子供たちを呼び寄せて戦いに参加した。
その際には休眠期という戦いに適さない時期ながら、かつて同じ十宝主であったネツァーと戦い、寿命が間近である体であるにもかかわらず相打ちに持ち込んでいる。
永い年月を生き、その風格に相応しい物言いをするが、サルトルに皮肉を言ったり鱗に落書きをしたルッカを食べようとするなど意外にユニークな所もある。

### 「教会」に属する人物
バール法王
教会の最高位である45代目法王。
13年前の対戦の後、老齢のためラハブを次の法王に指名するが、彼が固辞したため「転生の秘術」によって若返り、その座に就き続けている。そのため見た目は非常に幼い。ガブリエルを倒す為に様々な策を凝らすが、その全てが失敗してしまう。最終局面において、ラハブの法王就任を認める。
コカベル
教会内で修道長という地位にある男。
野心が強く、ことあるごとに自分の上をゆくラハブを疎んでいた。ラハブが教会を去った後はラハブの後を継ぐものの、実績や求心力、評価や名声などあらゆる点でラハブには及ばなかったため彼に嫉妬している。
アニエル、そしてハウラー一家が死亡した直接的な原因を作った男。
聖天使として覚醒したラファエルに、頭部を潰されて死亡した。
サジミナ
エバプールにて金の学士号を持つ外科医。退魔竜騎兵団のお抱えの医師であり、エバプールで教鞭をとっていた事もある。マギーの大学時代の恩師であり、消息不明となった弟のマラクスを探している。
教会によって捕まったマラクスに特効薬の精製方を託され、サミジナの名で発表して欲しいと嘆願されるが、その成果をマラクスの名で発表すると言い涙した。

### ガブリエルの陣営
バルログ
黄金の民の生き残りであり、「七道士」の一員にして凄まじい槍の使い手。強者と戦う事をなによりの悦びとしており、ミカエル達の前に幾度と無く立ちふさがる。
敵の心を読む千里眼を額に持ち、特殊な手術で半身を斬られても辛うじて生き残る肉体を持つ。それらの力でミカエル達を圧倒し、最後の戦いにおいてサルトルの左腕を奪うものの、直後に首を刎ねられて死亡。その最期は満足げに笑って逝った。
エイラ
地獄の大公のふたつ名を持つ悪魔。黄金の民の生き残りであり、比類無き死霊使いでもある。
本編開始の30年前、サルトルとケセフの二人によって倒されたものの、ガブリエルが転生の秘術を施した事によって蘇った。
自我を失い、巨大な魔力貯蔵庫に成り果てたルシファーを目覚めさせる為に蘇り、グラシアに倒されながらもその使命を果す。
マラクス
サミジナの弟であり、ガブリエルの出産に立ち会った医者。
元々は病気で娘を失い、その病気の特効薬を作るために各地を放浪していたのだが、その途中でマリアという少女に出会い、共に旅をすることになる。
自分の子供に恐怖しながら死んだマリアに戸惑いながらも、マリアの子を救うために帝王切開をしガブリエルを取り上げる。しかし、そのあまりにもおぞましい姿を見たマラクスはその場から逃げ出し、以降その恐怖から逃れるかのように非合法な人体実験や人体改造に手を染めることになる。
その後、ガブリエルと再会し、ガブリエルの下でエイラ達悪魔の新しい体の製造や生物兵器の開発に携わった。マギーとの出会いから、嘗て自分が作ろうとしていた薬を仕上げた後、教会に逮捕されて処刑されている。
ルシファー
黄金の民の首魁。滅びの予言である「黙示録」に対抗するために聖天使を創った張本人。
ミカエルのクローン元のため外見はミカエルとほぼ同一。
数千人の人々を生贄にし、聖天使を創造するものの最後の儀式に失敗し（明確に描かれてはいないが、内容から察するにガブリエルが関わっているものと思われる）ガルムやサルトル達に追い詰められることとなった。
ルシファーは、最後の手段として自分自身に聖天使と同じ量の魔力を貯蔵する処置を施すが、その儀式にも失敗。自我が壊され、巨大な体を持つ異形の存在に成り果ててしまう。
13年間ブルードコーストにてガルムの手で封じられてきたが、ガブリエル達の手によって空中要塞の中枢に組み込まれ巨大な魔力の貯蔵庫として利用される事となる。
しかし、ルシファーはガブリエルこそが『黙示録』なのでは無いかと既に予測しており、自我が壊れる前にガブリエルを止める術を遺していた。
カロン
ルシファーを含む「七道士」の一人として名をはせた魔道器具創造・復元の達人。上古のアイテムの復元技術に長け、ガブリエル側が所有していた武器や魔具の殆どは彼が復元させたものであるらしく、最終決戦の舞台である天空要塞「天使の輪」もまた彼の手によるものである。
外見からして、彼もまたエイラによって黄泉返った一人であるようだ。
決戦後は教会に捕らえられて、400年間幽閉されていた事になっており、『イノセントブレード・アンヴェイル』にもキーパーソンとして登場した。
ベヒモス
「七道士」の一人で妖槌将軍という二つ名を持つ。バルログ、サウロンの剣の師でもあった。13年前にグラシアに暗殺されるも、エイラの手によって蘇えった。グラシアとの再戦を望んでいたが、「天使の輪」の運転を守るためカロンの護衛としてラハブの弟子達と対峙する。ガブリエルの死後崩れる要塞の瓦礫の中に埋もれ死亡。
ネツァー
かつては巨人族に従っていたドラゴン「十宝主」の一角。ガブリエルに招かれ、イェソドを討つようにと用意された。彼女を追い込むものの一瞬の隙を突かれ相討ちとなる。

## 用語
悪魔狩り
ウラヌス＝ティターン＝ラージネスを祖とする闇祓い（退魔士）の称号であり、また彼らが会得している技の名称。
ミカエルは悪魔狩りの13代目ではあるが元来、巨人族が代々受け継いでいた称号である。巨人族の為の技であり、通常の人間サイズの種族が扱うには無理がある上に無駄も大きい。
ジャイアントヒルを本拠地とし、教会やカウンシルですら無視できない存在。
冠翼の聖天使
黄金の民に伝えられる伝説の存在、神如き者。ルシファーは世界の滅びの予言「黙示録」に対抗する為に彼らを創り出した。
鍵の死によって覚醒し、覚醒した聖天使は悪魔やドラゴンをも遥かに凌駕する力を持つ。
本編では、数多くの生贄の生命力＝魔力を注ぎ込むことによって創られたとあるが、後日談とも言えるイノセントブレード・アンヴェイルにおいて「創造の碑石」と呼ばれる秘宝の力を利用して創られた事が明らかになる。
この「創造の碑石」は世界最古の文字を刻んだ石で全部で216個存在し、全て集める事で世界を創造した「神」の名を明らかにする事が出来る。そしてそうする事で世界を再創世する事が可能だという。ルシファーはこの内の一つ（「エル」という言葉）を使い、その文字を聖天使達に織り込むことで彼らに人智を超えた力を与えていた。
鍵
聖天使が聖天使として覚醒する為に必要な人間の事。作中では全て女性であり、聖天使にとって最も大切な人であった。また魂が高潔であると言う共通点がある。
彼女達の死によって、聖天使は聖天使として覚醒することになる。
ただし、例外的にマギーだけはミカエルが自力で覚醒した為、生き残っている。
黄金の民
本編より3千年前、世界を支配していた少数民族。高度で強大な魔法文明を持つものの、彼等自身がそれらを制御しきれなかった事と、暗殺集団ティアマトの反乱によって彼らの繁栄は終焉を迎える。その混乱の影響は大きく、以後千年に渡って混乱の時代が続くこととなる。
自分達の遺伝子や肉体に手を加えているため、すぐれた能力を持つ反面、黄金の民以外の人間との出産率が絶望的なまでに低く、元々少なかった数を更に減らしてゆく事になる。その為、悪魔に転生したり延命処置を施して何百年も生きる者も多い（ただし、この延命処置は黄金の民だけでなくティアマトなども利用している）。
ティアマト
黄金の民が設立した暗殺集団。悪魔に転生した黄金の民を屠って来たため、闇祓いの源流とされる。死角を突いた予想不能な動きと素早い二刀流の短剣を武器とする。後に数人が教会の設立に携わったため竜騎兵の太刀筋はこの流派の派生である。
ブルードコースト
魔力を喰らう鉄が採掘できる場所。かつてはルシファーの塒として使われていたが、現在はガルムがルシファーを封印してかくまっている場所である。後にガブリエルが侵攻してきてウリエルと最後の決闘をした場所となる。
ジャイアントヒル
悪魔狩りの本拠地がある地名、転じて悪魔狩りそのものの事を示す場合もある。
遥か昔には、8人の巨人と9千匹のドラゴンによって護られた難攻不落の要塞であったが、黄金の民が差し向けた5万体のヴァーチューズによって壊滅状態になった。
それ以降は、悪魔狩りと縁のある様々な種族や人々によって賑わっていたが、ガブリエルが引き起こした事件により、そこに住まうのはサルトルだけになってしまった。
本編における最終決戦の地でもある。
教会
2千年前に黄金の民が支配していた「暗黒の時代」から世界の秩序を回復する為に創設された組織。退魔竜騎兵団という独自の戦力を持ち、西方大陸における最大の勢力である。
六芒星評議会（カウンシルオブヘキサゴン）
西方大陸における6つのギルド、ソードギルド・シャドーギルド・マジックギルド・マーチャントギルド・キーパーズギルド・インダストリーギルドの幹部達が集まって開かれる会合。事実上、大陸の経済を支配する議会であるため、ここでの発言力は法王をも上回る。
作中では、キーパーズギルドが壊滅しその結束力が崩壊するものの、法王となったラハブに率いられ最後の戦いに参加した。
本編終了後、ミカエルやルッカの尽力によりその威光を取り戻している。

## 書誌情報
- 悪魔狩り（ガンガンコミックス ISBN 4-87025-278-3 絶版）
  - 悪魔狩り Daemon Hunters（復刊本 BLADE COMICS ISBN 4-901926-91-8）
- 悪魔狩り〜冠翼の聖天使篇〜（ガンガンウイングコミックス 絶版全6巻）
  1. ISBN 4-87025-471-9
  2. ISBN 4-7575-0132-3
  3. ISBN 4-7575-0266-4
  4. ISBN 4-7575-0379-2
  5. ISBN 4-7575-0499-3
  6. ISBN 4-7575-0560-4

  - 悪魔狩り〜冠翼の聖天使篇〜（復刊本 BLADE COMICS 全6巻）

  1. ISBN 4-86127-584-9
  2. ISBN 4-86127-585-7
  3. ISBN 4-86127-599-7
  4. ISBN 4-86127-600-4
  5. ISBN 4-86127-610-1
  6. ISBN 4-86127-611-X
- 悪魔狩り〜寂滅の聖頌歌篇〜（BLADE COMICS 全7巻）
  1. ISBN 4-901926-08-X
  2. ISBN 4-901926-29-2
  3. ISBN 4-901926-76-4
  4. ISBN 4-86127-008-1
  5. ISBN 4-86127-043-X
  6. ISBN 4-86127-095-2
  7. ISBN 4-86127-128-2